# Bakhodir Jalolov
Bakhodir Jalolov, född 8 juli 1994, är en uzbekisk boxare.

## Karriär
Jalolov tog guld vid olympiska sommarspelen 2020 i boxningens supertungviktsklass. Han har även tagit i VM i samma viktklass åren 2019 och 2023.